# Willi Stoph
Willi Stoph (Schöneberg, Berlín, 9 de julio de 1914 - ibíd. 13 de abril de 1999) fue un político alemán comunista, conocido por haber ejercido los cargos de jefe de gobierno y jefe de Estado de la República Democrática Alemana (RDA) en varias ocasiones. También estuvo al frente de varios departamentos ministeriales, ocupando las carteras de Interior o Defensa.

## Biografía
Miembro del Partido Comunista de Alemania (KPD) desde 1931, tras la instauración del régimen nazi militó en grupos opositores al nacionalsocialismo. Entre 1935 y 1937 realizó el servicio militar en Brandenburg an der Havel. Tras el comienzo de la Segunda Guerra Mundial en 1940 Stoph fue reclutado para el Ejército. En 1942 fue herido durante la campaña de la Unión Soviética, y fue galardonado con la Cruz de Hierro.
Tras el final de la contienda, en 1946 participó en la fundación del Partido Socialista Unificado de Alemania (SED) en la zona de ocupación soviética y en 1950 fue elegido miembro de su Comité Central. Tras la fundación de la República Democrática Alemana (RDA), Stoph ocupó los cargos de ministro del Interior entre 1952 y 1955, y de ministro de Defensa entre 1956 y 1960. Entre 1955 y 1956 también fue jefe de la Policía Popular Acuartelada, formación paramilitar predecesora del Ejército Popular Nacional (NVA).
Fue elegido diputado a la Cámara del Pueblo en numerosas ocasiones y en 1964 fue nombrado presidente del Consejo de Ministros. Fue sustituido en 1973 para ejercer el cargo de jefe de Estado de la RDA tras la muerte de Walter Ulbricht hasta 1976, cuando volvió a reincorporarse al cargo de primer ministro. En marzo de 1970 se reunió con el canciller federal Willy Brandt en la ciudad de Érfurt, dentro de la "Ostpolitik" emprendida por Brandt en relación con la Alemania oriental.
Dimitió en noviembre de 1989 a raíz de la caída del Muro de Berlín. Fue procesado por corrupción tras la caída de la RDA, aunque finalmente fue absuelto de todos sus cargos. 
Murió en Berlín en 1999.

## Escritos
- Zur weiteren Entwicklung der sozialistischen Gesellschaft in der DDR. Reden und Aufsätze. Dietz-Verlag, Berlín 1974.
- Für das Erstarken unseres sozialistischen Staates. Ausgewählte Reden und Aufsätze. Dietz-Verlag, Berlín 1979.
- DDR - Staat des Sozialismus und des Friedens. Ausgewählte Reden und Aufsätze. Dietz-Verlag, Berlín 1984.
- Sozialismus und Frieden zum Wohle des Volkes. Ausgewählte Reden und Aufsätze. Dietz-Verlag, Berlín 1989, ISBN 3-320-01343-2